# سيمون غرايسون
سيمون غرايسون (بالإنجليزية: Simon Grayson)‏ (16 ديسمبر 1969 المملكة المتحدة - ) هو لاعب كرة قدم بريطاني، يلعب كمدافع.

## وصلات خارجية
سيمون غرايسون على موقع قاعدة بيانات كرة القدم.إي يو (الإنجليزية)
- سيمون غرايسون على موقع Soccerbase.com (لاعب) (الإنجليزية)
- سيمون غرايسون على موقع Soccerbase.com (مدرب) (الإنجليزية)
- سيمون غرايسون على موقع عالم كرة القدم.نت (الإنجليزية)